# Batalha de Trippstadt

Local da Batalha de Trippstadt

A Batalha de Trippstadt foi uma ação militar francesa relativamente menor em 1794 durante a Guerra da Primeira Coligação. O confronto entre as forças republicanas francesas e os exércitos da Prússia e da Áustria dos Habsburgos foi travado durante vários dias (13 a 17 de julho) nas montanhas Vosges, nos estados alemães a oeste do rio Reno. Os combates ocorreram em uma ampla frente e incluíram ações em Kaiserslautern, Trippstadt, Schänzel e Neustadt e ao longo das margens do rio Speyerbach.
A batalha também é por vezes referida como a Batalha de Vosges, mas a maioria dos relatos históricos documentados, incluindo estudos em língua francesa e alemã, referem-se a ela como a Batalha de Trippstadt. Alguns estudos também mencionam Platzberg, mas poucos estudos chamam a ação de Batalha de Vosges. 

## Introdução
Durante os dois primeiros anos da Guerra da Primeira Coligação, a fronteira nordeste da França que faz fronteira com o Sacro Império Romano-Germânico ao longo do Alto Reno serviu como rota de invasão para os inimigos da França.
Em 1792, o Duque de Brunswick entrou na França através da fronteira nordeste em sua tentativa de apoiar e resgatar Luís XVI. Em 1793, as forças da coalizão, incluindo os prussianos e os austríacos dos Habsburgo, tentaram capturar fortalezas francesas ao longo do Reno e atacaram os entrincheiramentos defensivos franceses ao longo do rio Lauter.  No verão de 1794, o conflito neste teatro de guerra havia chegado a um impasse com exércitos se enfrentando na Floresta do Palatinado das Montanhas Vosges inferiores.
Naquela época, o Exército Francês do Reno, comandado por Claude Michaud, ocupava uma posição defensiva ao longo do rio Queich, enquanto o Exército Francês da Mosela, comandado por René Moreaux, ocupava uma posição defensiva ao longo do rio Sarre.
Diretamente em frente à "Mosela", ao norte, em Trippstadt, estavam os prussianos comandados pelo marechal de campo Wichard Mollendorf. E diretamente em frente ao "Rhin" que se estendia das montanhas Vosges a leste até o rio Reno estavam os austríacos comandados por Friedrich Wilhelm von Hohenlohe-Kirchberg e os prussianos comandados pelo príncipe Hohenlohe.
Dada esta paralisação durante o verão de 1794, os exércitos franceses foram ordenados a atacar os exércitos da coalizão para impedir que os austríacos dos Habsburgos enviassem reforços para a crítica frente norte nos Países Baixos austríacos.

## Batalha
Em 17 de junho de 1794, o general Michaud realizou um conselho de guerra com os principais oficiais do "Rhin" para discutir planos para uma ofensiva. Os generais Moreaux e Ambert, da "Mosela", também estavam presentes, já que a ação prevista estava programada para ser um ataque conjunto de ambos os exércitos franceses.
Seguiu-se um desacordo quanto ao melhor golpe ofensivo, e o conselho finalmente decidiu tentar um plano favorecido pelo general Desaix com a cavalaria liderando o ataque à esquerda do inimigo por meio da planície de inundação do Reno.
Em 2 de julho, Michaud lançou o ataque combinado. Na extrema direita, Desaix conseguiu afastar a ala esquerda das forças da coalizão. Nas outras frentes, no entanto, os exércitos franceses foram interrompidos e depois revertidos através de contra-ataques do príncipe Baden, que infligiram aproximadamente 1 000 baixas. Isso deixou a divisão da Desaix exposta e isolada. Em última análise, Desaix se retirou e, no final do dia, não houve nenhuma mudança substancial nas posições que os exércitos franceses mantinham no início das hostilidades.
No próximo conselho de guerra de Michaud, novos planos foram feitos para atacar as linhas da coalizão que se estendem de Kaiserslautern nas montanhas, ao sul até Trippstadt, até a planície de inundação do Reno em Neustadt e ao longo do rio Speyerbach.  Nesta ofensiva, a cavalaria seria usada no início apenas para manter o inimigo na frente dos exércitos franceses, enquanto as unidades de infantaria do "Moselle" e do "Rhin" enfrentavam o inimigo nas montanhas.
Em 13 de julho, Michaud lançou a segunda ofensiva francesa. No centro da batalha, a divisão do general francês Alexandre-Camille Taponier atacou o acampamento prussiano em Trippstadt. O ataque foi adiado por um dia inteiro, mas durante a noite os prussianos recuaram para uma posição mais próxima de Kaiserslautern. À esquerda, o avanço francês dividiu as linhas de coalizão, impedindo os austríacos de apoiar os prussianos. À direita de Taponier, o general francês Laurent de Gouvion Saint-Cyr capturou Johanniskreuz. Mais à direita, os prussianos seguraram Schänzel contra um ataque do oeste, mas foram forçados a recuar para Neustadt quando os franceses atacaram do sul via Albersweiler e Ramberg. O general prussiano Theodore von Pfau foi morto durante os combates em Schänzel.
O general Michaud planejou continuar a batalha e atacar os prussianos em Kaiserslautern em 16 de julho, mas durante a noite anterior Hohenlohe se retirou das montanhas para Frankenthal, no Reno.  Em 17 de julho, Saint-Cyr avançou e os franceses ocuparam Kaiserslautern.

## Consequências
Esta vitória deu aos franceses o controle das passagens de montanha através do baixo Vosges, mas no final, a batalha foi em vão. Mais tarde, em julho, Michaud foi ordenado a se mover para o oeste para atacar Trier perto de Luxemburgo. Em meados de setembro, os prussianos atacaram as forças francesas enfraquecidas na fronteira nordeste e reocuparam Kaiserslautern. Os franceses retornaram e os combates continuaram até que os austríacos abandonaram os Países Baixos e se retiraram para o Reno em Coblenz. Com seu flanco norte agora perigosamente exposto, os exércitos da coalizão no Alto Reno se retiraram para o leste para a cidade fortificada de Mainz.